# Sierra Espuña
Sierra Espuña es un macizo montañoso de la Región de Murcia, España, perteneciente a la cordillera Bética, dentro de la cuenca del Segura. El parque regional creado en ella protege 17 804 ha de los términos municipales de Alhama de Murcia, Totana y Mula, pero el conjunto montañoso dispone de más de 25 000 ha, abarcando además de los anteriores, los municipios de Aledo, Librilla y Pliego. Su máxima altitud es de 1585 m en el Morrón de Totana.
A finales del siglo XIX toda la sierra se encontraba en un estado ecológico lamentable, con la pérdida casi total de su masa arbórea y presentando graves procesos de desertificación. En 1889, el ingeniero forestal Ricardo Codorníu acometió la ingente tarea de reforestar toda la sierra. Esta tarea de repoblación forestal se convirtió en un modelo para su época.
En el año 1931 fue declarada sitio natural de interés nacional, y en el año 1992 fue protegida como Parque Regional. También está catalogada como zona de especial protección para las aves (ZEPA) y lugar de importancia comunitaria (LIC).
Las construcciones de la zona se caracterizan por utilizar la "técnica tradicional de la piedra en seco", que se basa en el uso de la piedra sin desbastar o poco desbastada como único material.
Actualmente la Dirección General de Patrimonio Cultural ha llevado a cabo los primeros trámites para incluir esta técnica de construcción como un Bien de Interés Cultural (BIC) de carácter inmaterial.

## Geografía

### Clima
Sierra Espuña disfruta en general de un clima mediterráneo de montaña, aunque matizado según la exposición a los vientos húmedos, el flujo de brisas, la insolación y la altitud que le corresponda. En general, las temperaturas medias anuales se sitúan alrededor de los 17 °C en las estribaciones de la Sierra. A partir de aquí, la temperatura media anual va descendiendo según se va ascendiendo. Las estimaciones para las cimas de sierra Espuña, por encima de los 1500 m sobre el nivel del mar, se situarían en los 11 °C.
Respecto a las precipitaciones, los acumulados anuales se sitúan por encima de los 400 mm en la vertiente norte y zonas altas, pudiendo ser incluso superiores a los 500 mm en las zonas mejor expuestas a la entrada de vientos húmedos. En las zonas situadas a sotavento de estos vientos, sin embargo, las precipitaciones son en general menores, por debajo de la barrera de los 400 mm, sobre todo en las zonas más bajas de la parte oriental y meridional. Las precipitaciones se concentran normalmente en pocos días, principalmente en invierno, primavera y sobre todo otoño, pudiendo ser torrenciales en situaciones de gota fría, con valores superiores a los 100 mm en menos de 24 horas, pudiéndose ocasionar inundaciones locales y desbordamientos en cualquiera de las numerosas ramblas existentes. 

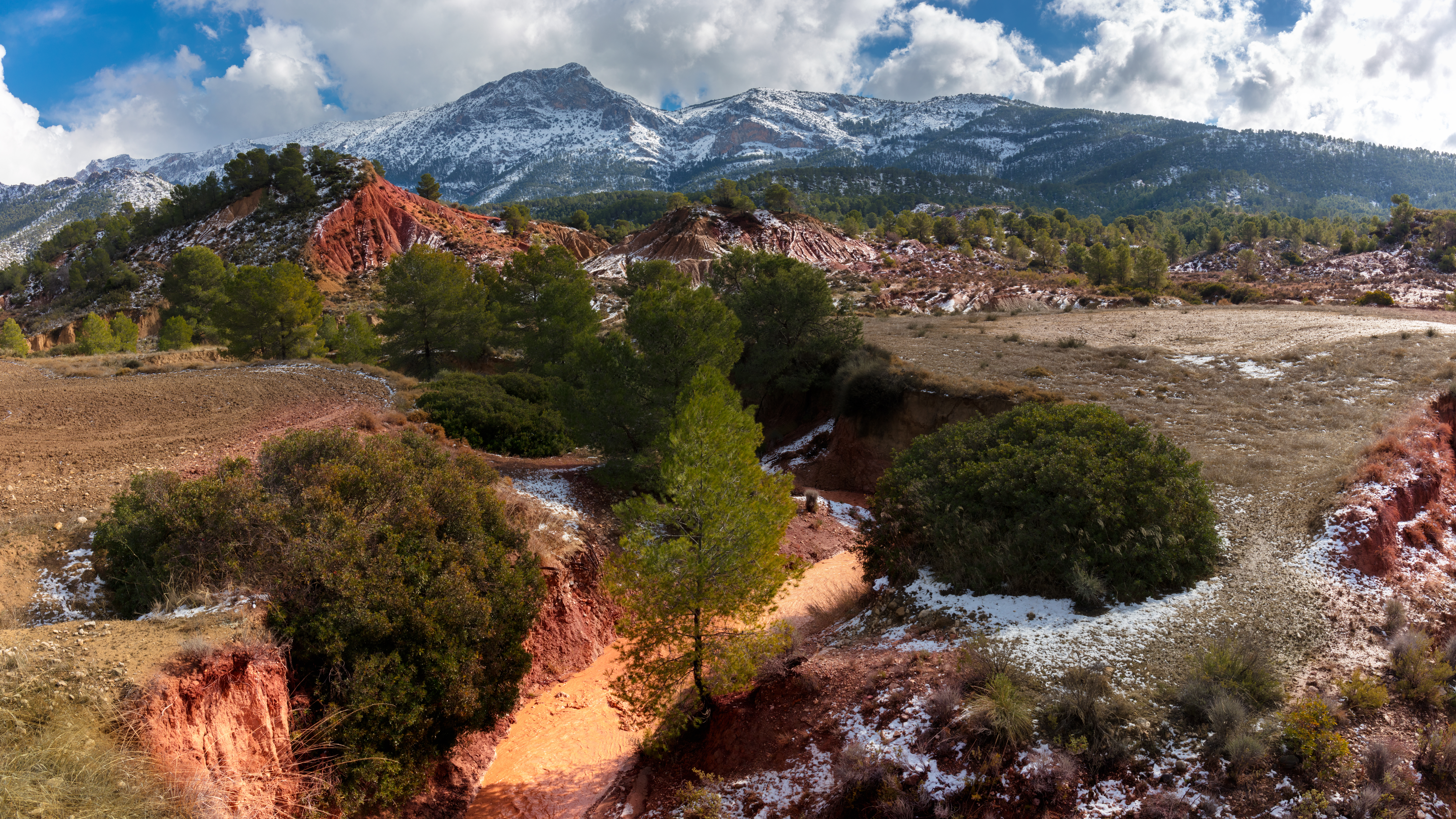
Nieve en invierno en sierra Espuña

La nieve, aunque no es habitual, puede caer en las cumbres y zonas medias-altas de esta sierra todos los años, fundamentalmente en episodios de entradas frías en invierno.
A continuación se incluyen los valores termopluviométricos medios registrados en algunas de las estaciones meteorológicas existentes en la Sierra.  
| Parámetros climáticos promedio de Totana / La Carrasca (1200 m s. n. m.) | Parámetros climáticos promedio de Totana / La Carrasca (1200 m s. n. m.) | Parámetros climáticos promedio de Totana / La Carrasca (1200 m s. n. m.) | Parámetros climáticos promedio de Totana / La Carrasca (1200 m s. n. m.) | Parámetros climáticos promedio de Totana / La Carrasca (1200 m s. n. m.) | Parámetros climáticos promedio de Totana / La Carrasca (1200 m s. n. m.) | Parámetros climáticos promedio de Totana / La Carrasca (1200 m s. n. m.) | Parámetros climáticos promedio de Totana / La Carrasca (1200 m s. n. m.) | Parámetros climáticos promedio de Totana / La Carrasca (1200 m s. n. m.) | Parámetros climáticos promedio de Totana / La Carrasca (1200 m s. n. m.) | Parámetros climáticos promedio de Totana / La Carrasca (1200 m s. n. m.) | Parámetros climáticos promedio de Totana / La Carrasca (1200 m s. n. m.) | Parámetros climáticos promedio de Totana / La Carrasca (1200 m s. n. m.) | Parámetros climáticos promedio de Totana / La Carrasca (1200 m s. n. m.) |
| Mes                                                                      | Ene.                                                                     | Feb.                                                                     | Mar.                                                                     | Abr.                                                                     | May.                                                                     | Jun.                                                                     | Jul.                                                                     | Ago.                                                                     | Sep.                                                                     | Oct.                                                                     | Nov.                                                                     | Dic.                                                                     | Anual                                                                    |
| ------------------------------------------------------------------------ | ------------------------------------------------------------------------ | ------------------------------------------------------------------------ | ------------------------------------------------------------------------ | ------------------------------------------------------------------------ | ------------------------------------------------------------------------ | ------------------------------------------------------------------------ | ------------------------------------------------------------------------ | ------------------------------------------------------------------------ | ------------------------------------------------------------------------ | ------------------------------------------------------------------------ | ------------------------------------------------------------------------ | ------------------------------------------------------------------------ | ------------------------------------------------------------------------ |
| Temp. media (°C)                                                         | 5.9                                                                      | 6.5                                                                      | 8.5                                                                      | 10.2                                                                     | 14.1                                                                     | 17.3                                                                     | 21.5                                                                     | 21.6                                                                     | 18.5                                                                     | 13.4                                                                     | 9.0                                                                      | 6.7                                                                      | 12.8                                                                     |
| Precipitación total (mm)                                                 | 37.5                                                                     | 41.6                                                                     | 57.3                                                                     | 64.9                                                                     | 44.0                                                                     | 29.4                                                                     | 5.5                                                                      | 12.6                                                                     | 20.8                                                                     | 74.9                                                                     | 59.0                                                                     | 53.1                                                                     | 500.6                                                                    |
| Fuente: Agencia Estatal de Meteorología                                  |                                                                          |                                                                          |                                                                          |                                                                          |                                                                          |                                                                          |                                                                          |                                                                          |                                                                          |                                                                          |                                                                          |                                                                          |                                                                          |

| Parámetros climáticos promedio de Alhama / Huerta Espuña (760 m s. n. m.) | Parámetros climáticos promedio de Alhama / Huerta Espuña (760 m s. n. m.) | Parámetros climáticos promedio de Alhama / Huerta Espuña (760 m s. n. m.) | Parámetros climáticos promedio de Alhama / Huerta Espuña (760 m s. n. m.) | Parámetros climáticos promedio de Alhama / Huerta Espuña (760 m s. n. m.) | Parámetros climáticos promedio de Alhama / Huerta Espuña (760 m s. n. m.) | Parámetros climáticos promedio de Alhama / Huerta Espuña (760 m s. n. m.) | Parámetros climáticos promedio de Alhama / Huerta Espuña (760 m s. n. m.) | Parámetros climáticos promedio de Alhama / Huerta Espuña (760 m s. n. m.) | Parámetros climáticos promedio de Alhama / Huerta Espuña (760 m s. n. m.) | Parámetros climáticos promedio de Alhama / Huerta Espuña (760 m s. n. m.) | Parámetros climáticos promedio de Alhama / Huerta Espuña (760 m s. n. m.) | Parámetros climáticos promedio de Alhama / Huerta Espuña (760 m s. n. m.) | Parámetros climáticos promedio de Alhama / Huerta Espuña (760 m s. n. m.) |
| Mes                                                                       | Ene.                                                                      | Feb.                                                                      | Mar.                                                                      | Abr.                                                                      | May.                                                                      | Jun.                                                                      | Jul.                                                                      | Ago.                                                                      | Sep.                                                                      | Oct.                                                                      | Nov.                                                                      | Dic.                                                                      | Anual                                                                     |
| ------------------------------------------------------------------------- | ------------------------------------------------------------------------- | ------------------------------------------------------------------------- | ------------------------------------------------------------------------- | ------------------------------------------------------------------------- | ------------------------------------------------------------------------- | ------------------------------------------------------------------------- | ------------------------------------------------------------------------- | ------------------------------------------------------------------------- | ------------------------------------------------------------------------- | ------------------------------------------------------------------------- | ------------------------------------------------------------------------- | ------------------------------------------------------------------------- | ------------------------------------------------------------------------- |
| Temp. media (°C)                                                          | 6.9                                                                       | 7.7                                                                       | 9.6                                                                       | 12.0                                                                      | 15.8                                                                      | 19.7                                                                      | 23.6                                                                      | 23.5                                                                      | 20.4                                                                      | 15.1                                                                      | 10.4                                                                      | 7.4                                                                       | 14.3                                                                      |
| Precipitación total (mm)                                                  | 32.1                                                                      | 32.9                                                                      | 44.8                                                                      | 57.6                                                                      | 45.6                                                                      | 26.5                                                                      | 6.0                                                                       | 15.2                                                                      | 24.9                                                                      | 63.6                                                                      | 45.5                                                                      | 37.0                                                                      | 431.7                                                                     |
| Fuente: Agencia Estatal de Meteorología                                   |                                                                           |                                                                           |                                                                           |                                                                           |                                                                           |                                                                           |                                                                           |                                                                           |                                                                           |                                                                           |                                                                           |                                                                           |                                                                           |

| Parámetros climáticos promedio de Totana / Alquerías (799 m s. n. m.) | Parámetros climáticos promedio de Totana / Alquerías (799 m s. n. m.) | Parámetros climáticos promedio de Totana / Alquerías (799 m s. n. m.) | Parámetros climáticos promedio de Totana / Alquerías (799 m s. n. m.) | Parámetros climáticos promedio de Totana / Alquerías (799 m s. n. m.) | Parámetros climáticos promedio de Totana / Alquerías (799 m s. n. m.) | Parámetros climáticos promedio de Totana / Alquerías (799 m s. n. m.) | Parámetros climáticos promedio de Totana / Alquerías (799 m s. n. m.) | Parámetros climáticos promedio de Totana / Alquerías (799 m s. n. m.) | Parámetros climáticos promedio de Totana / Alquerías (799 m s. n. m.) | Parámetros climáticos promedio de Totana / Alquerías (799 m s. n. m.) | Parámetros climáticos promedio de Totana / Alquerías (799 m s. n. m.) | Parámetros climáticos promedio de Totana / Alquerías (799 m s. n. m.) | Parámetros climáticos promedio de Totana / Alquerías (799 m s. n. m.) |
| Mes                                                                   | Ene.                                                                  | Feb.                                                                  | Mar.                                                                  | Abr.                                                                  | May.                                                                  | Jun.                                                                  | Jul.                                                                  | Ago.                                                                  | Sep.                                                                  | Oct.                                                                  | Nov.                                                                  | Dic.                                                                  | Anual                                                                 |
| --------------------------------------------------------------------- | --------------------------------------------------------------------- | --------------------------------------------------------------------- | --------------------------------------------------------------------- | --------------------------------------------------------------------- | --------------------------------------------------------------------- | --------------------------------------------------------------------- | --------------------------------------------------------------------- | --------------------------------------------------------------------- | --------------------------------------------------------------------- | --------------------------------------------------------------------- | --------------------------------------------------------------------- | --------------------------------------------------------------------- | --------------------------------------------------------------------- |
| Temp. media (°C)                                                      | 7.8                                                                   | 8.4                                                                   | 10.1                                                                  | 12.0                                                                  | 15.1                                                                  | 19.4                                                                  | 23.4                                                                  | 23.2                                                                  | 20.1                                                                  | 15.3                                                                  | 11.2                                                                  | 8.5                                                                   | 14.5                                                                  |
| Precipitación total (mm)                                              | 31.9                                                                  | 36.7                                                                  | 42.2                                                                  | 56.2                                                                  | 43.1                                                                  | 32.5                                                                  | 4.6                                                                   | 11.8                                                                  | 25.3                                                                  | 63.6                                                                  | 52.4                                                                  | 47.3                                                                  | 447.6                                                                 |
| Fuente: Agencia Estatal de Meteorología                               |                                                                       |                                                                       |                                                                       |                                                                       |                                                                       |                                                                       |                                                                       |                                                                       |                                                                       |                                                                       |                                                                       |                                                                       |                                                                       |

## Flora

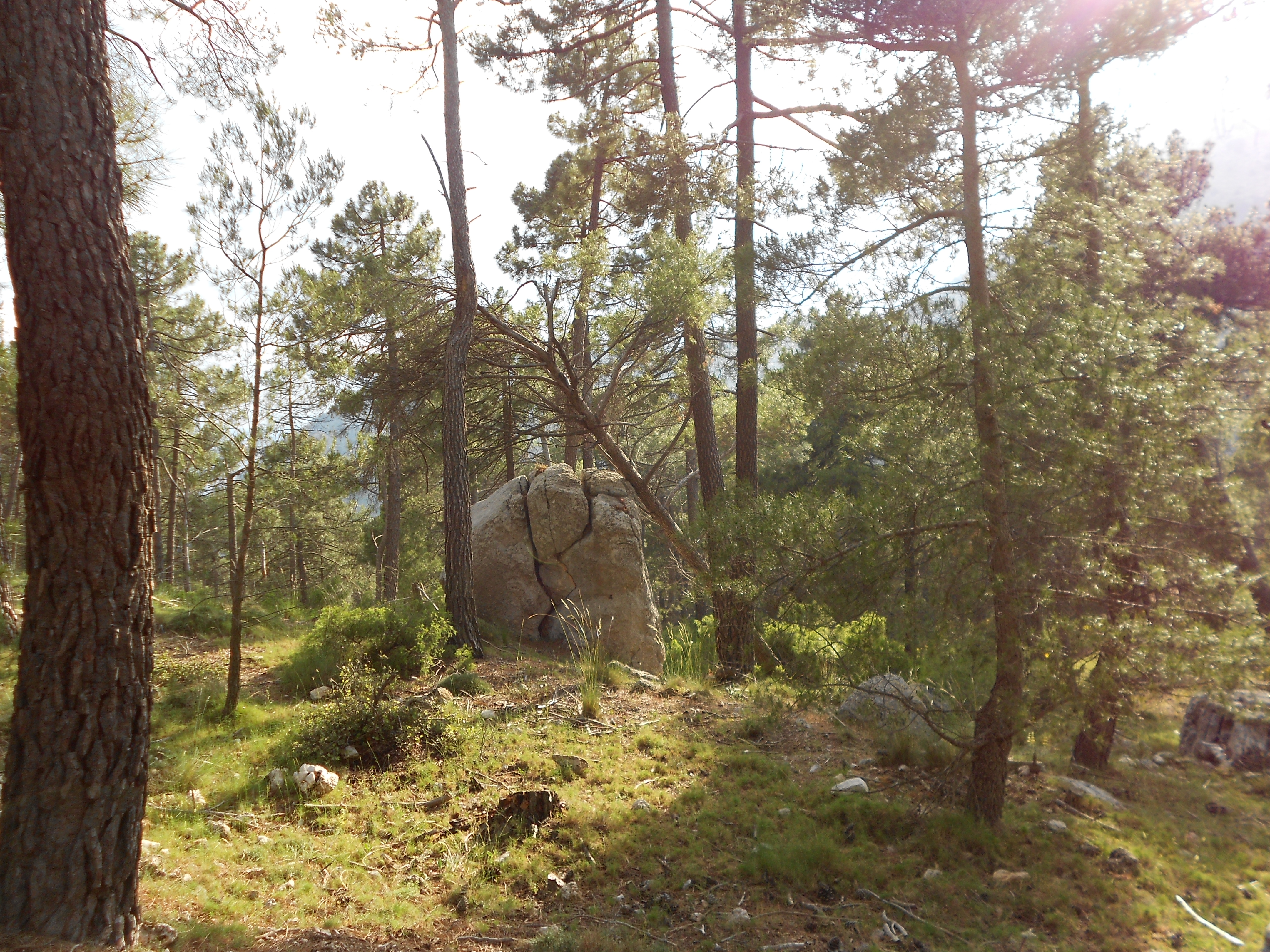
Bosque de pino rodeno en Sierra Espuña.

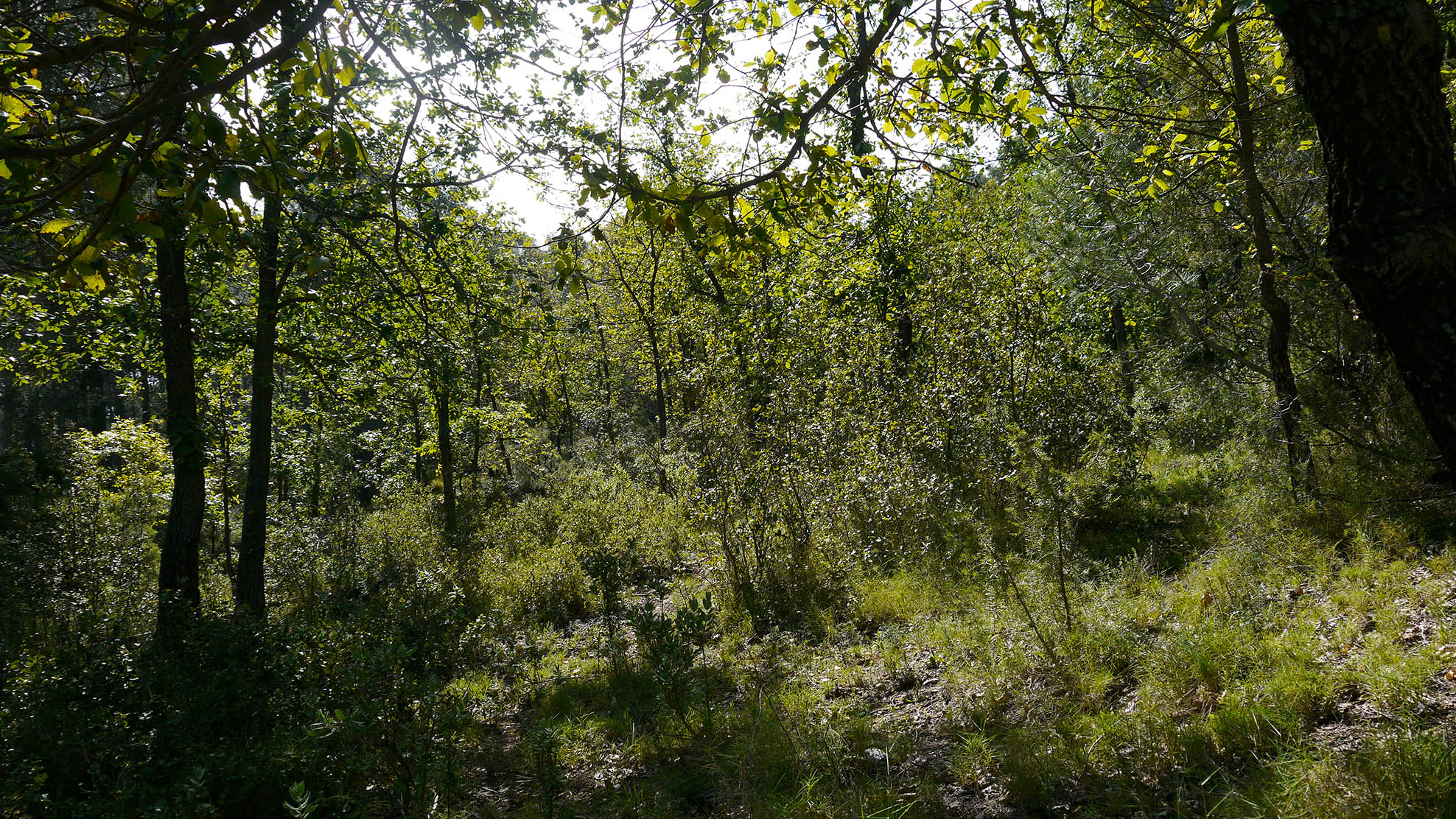
Bosque de roble andaluz en Sierra Espuña.

En Sierra Espuña pueden encontrarse alrededor de 1000 especies vegetales distintas y el 33 % del total de las especies encontradas en la Región de Murcia. De todas estas especies, 36 están protegidas por la legislación o bien tienen un peculiar interés botánico y biogeográfico, por lo que merecen especial atención. La especie arbórea que predomina es el pino carrasco a excepción de las zonas más altas donde predominan el pino laricio y el pino rodeno. También se encuentran, aunque en menor medida, encinares, quejigales y arces de Montpelier. En las cumbres, la vegetación destaca por su adaptación a condiciones meteorológicas extremas y viene representada por el piorno azul y la sabina mora.
- En las ramblas y cerca de las fuentes:
  - Olmos
  - Chopos
  - Álamos
  - Madreselvas
  - Rosales silvestres
  - Zarzaparrillas

- El sotobosque:
  - Coscoja
  - Lentisco
  - Espino
  - Enebro
  - Madroño

- En las cumbres:
  - Piorno o cojín de monja
  - Sabina

## Fauna
La composición faunística de Espuña es bastante variada. Solo la comunidad de vertebrados está constituida por 8 especies de anfibios, 17 de reptiles, 123 de aves y 38 de mamíferos. Entre los insectos aparecen especies singulares características del macizo como las mariposas Aricia morronensis y Cupido carswelli, entre una estimación de 500 mariposas. Entre los anfibios destaca el sapo corredor, y el sapillo pintojo, además de una pequeña colonia de sapo partero bético. La diversidad de la comunidad de reptiles incluye, entre otros, al lagarto ocelado, la víbora hocicuda y la culebra bastarda. Pero, sin lugar a dudas, son las aves el grupo conocido. En las masas forestales viven carboneros, mitos y piquituertos. Azores y gavilanes al acecho durante el día. Siendo las nocturnas el cárabo y el búho real, en unos de los escasos puntos de la región donde se puede escuchar su canto. Los bordes del pinar y los setos son preferidos por escribanos, fringílidos y zorzales, y en ellos llegan a ser abundantes las águilas calzadas y reales. La presencia de algunas de estas especies han motivado la declaración de esta área como Zona de Especial Protección de Aves (ZEPA), de importancia comunitaria en el ámbito europeo, más concretamente por las comunidades de búho real y águila real.

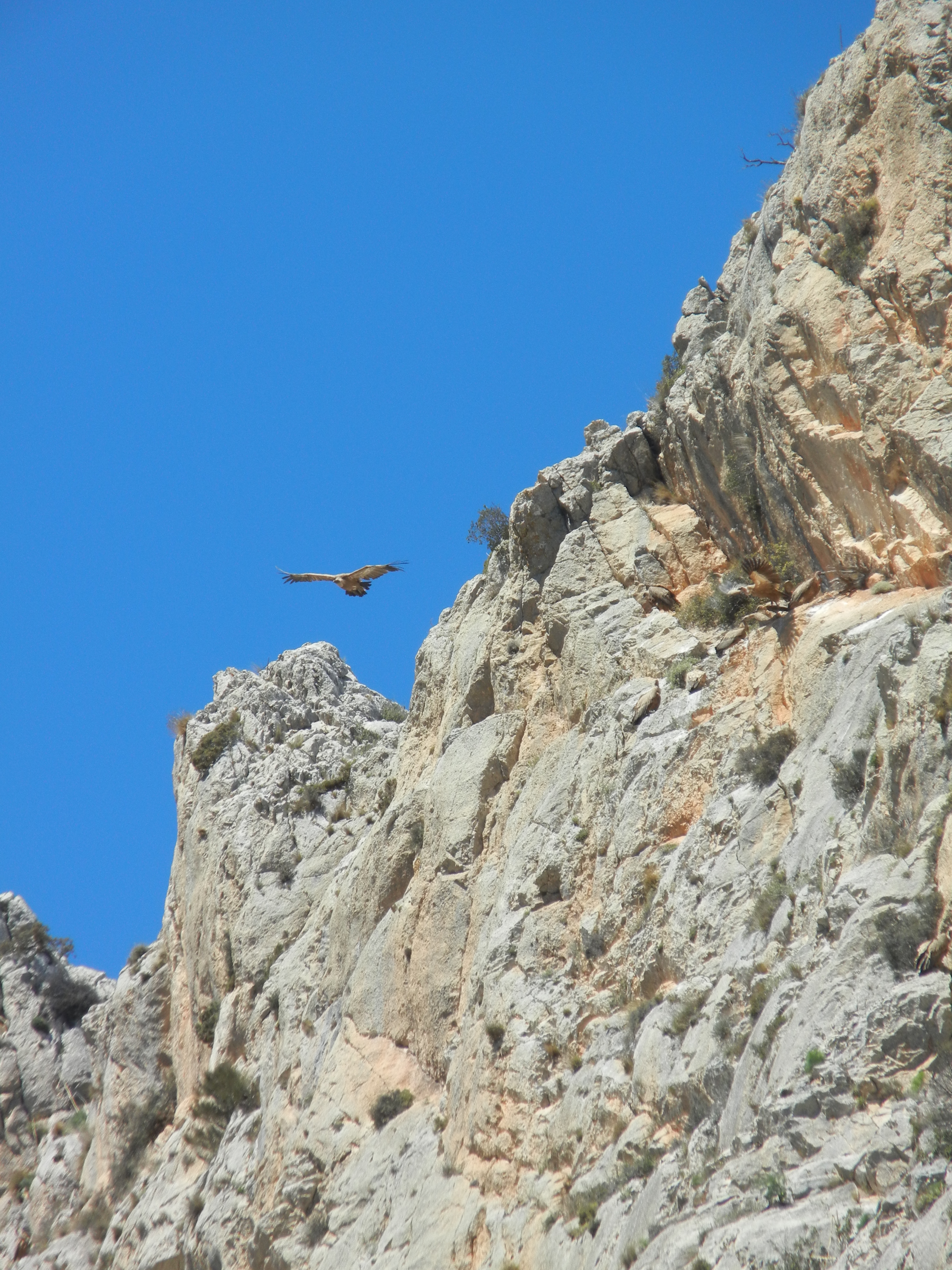
Buitre leonado en las paredes de Leiva

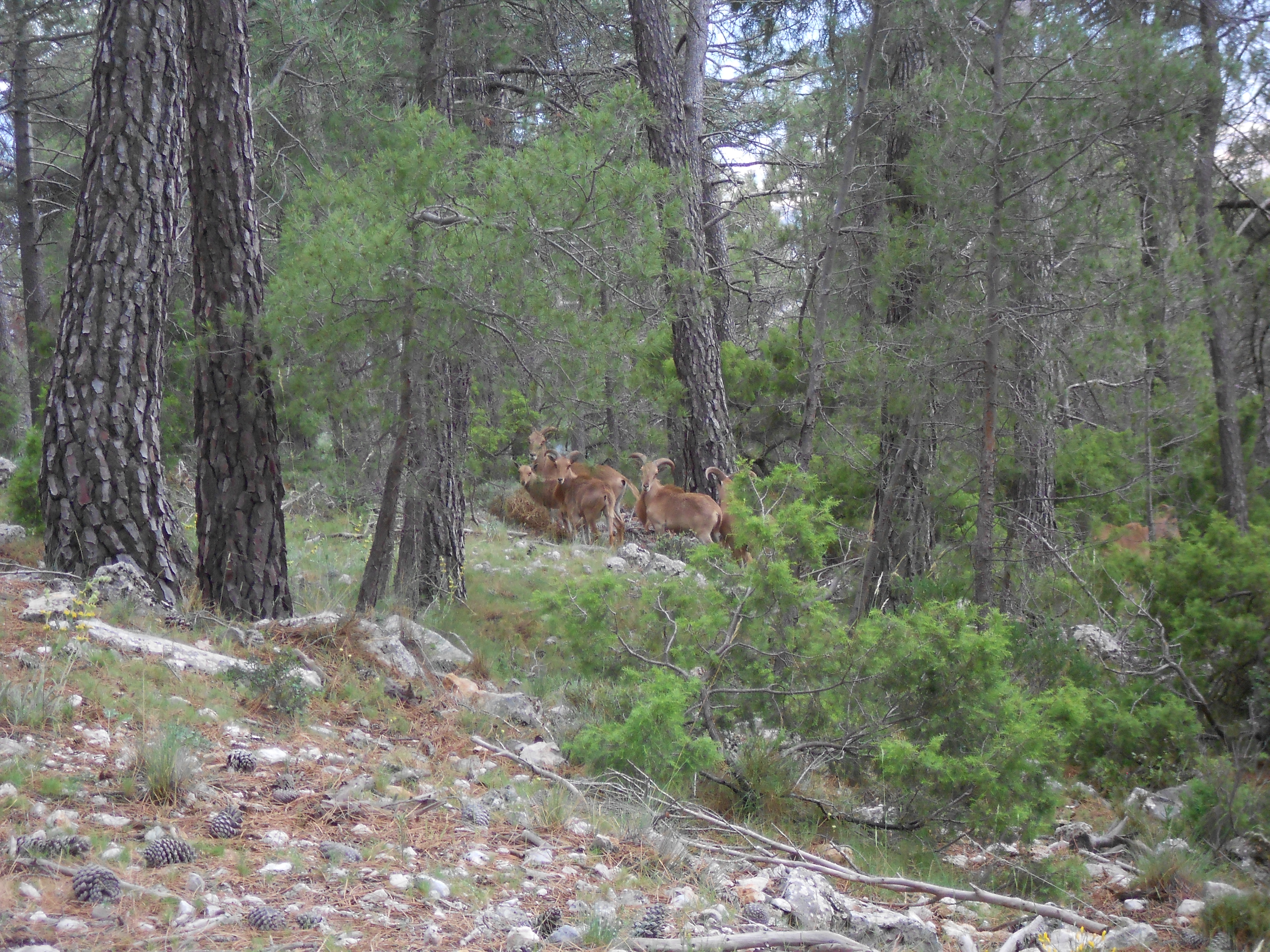
Manada de arruís en Sierra Espuña.

Dentro de los mamíferos, por su tamaño y exotismo, el arruí o muflón del Atlas, la estrella de la Reserva de Caza. Introducido en 1970, su población ha crecido rápidamente, produciéndose la declaración de reserva nacional de caza en 1973. Además de esta especie, las ardillas (subespecie endémica), lirones, jabalíes, garduñas, ginetas, tejones y gatos monteses completan en parte el plantel de mamíferos del parque, donde también ha vuelto a aparecer la cabra montesa.
Reptiles:
- culebra de escalera
- culebra bastarda
- víbora hocicuda
- eslizón
- tortuga mora

Mamíferos:
- jabalí
- gato montés
- arruí
- conejo
- ratón de campo

Aves:
- buitre leonado
- halcón peregrino
- gavilán
- búho real
- águila real
- águila perdicera
- alondra de Dupont
- alcaraván
- chova piquirroja

## Sitios de interés

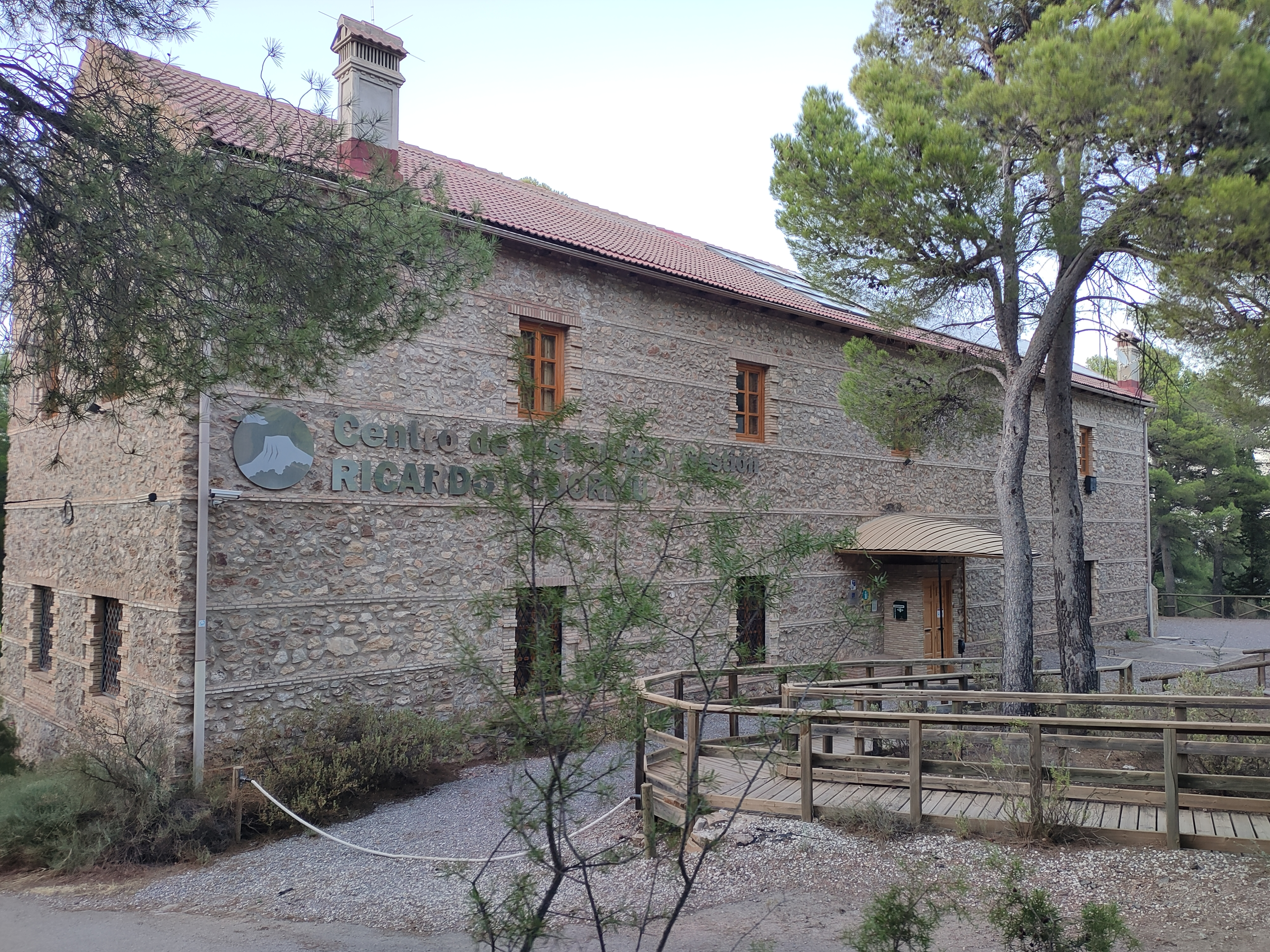
Centro de visitantes y Gestión Ricardo Codorníu y Stárico.

## Sitios de interés[9]

### Centro de visitantes Ricardo Codorníu
El Centro de Visitantes y Gestión Ricardo Codorníu toma su nombre del ingeniero de montes que en el siglo XIX reforestó toda la sierra. Se trata de un antiguo caserón situado en pleno corazón de sierra Espuña, donde el público es recibido en una primera aproximación al conocimiento de los valores naturales del parque regional. El Centro cuenta con una zona de recepción e información ambiental, Sala de Proyecciones y Sala de Exposición. Una oficina para los Agentes Medioambientales que prestan su servicio en el Parque y la Sala de Juntas.

### Huerta Espuña
Junto al Centro de visitantes se encuentra la zona conocida como Huerta Espuña. Se trata de uno de los lugares con más historia del parque, puesto que era el centro de operaciones de las tareas de repoblación dirigidas por Ricardo Codorniú, aquí se realizaban los primeros cultivos experimentales para estudiar la viabilidad de las plantas en este entorno, que posteriormente se utilizarían para las repoblaciones. Actualmente se puede observar la cantidad de huertos que se utilizaban, algunos de ellos se encuentran en uso para proyectos de recuperación de flora silvestre protegida. 

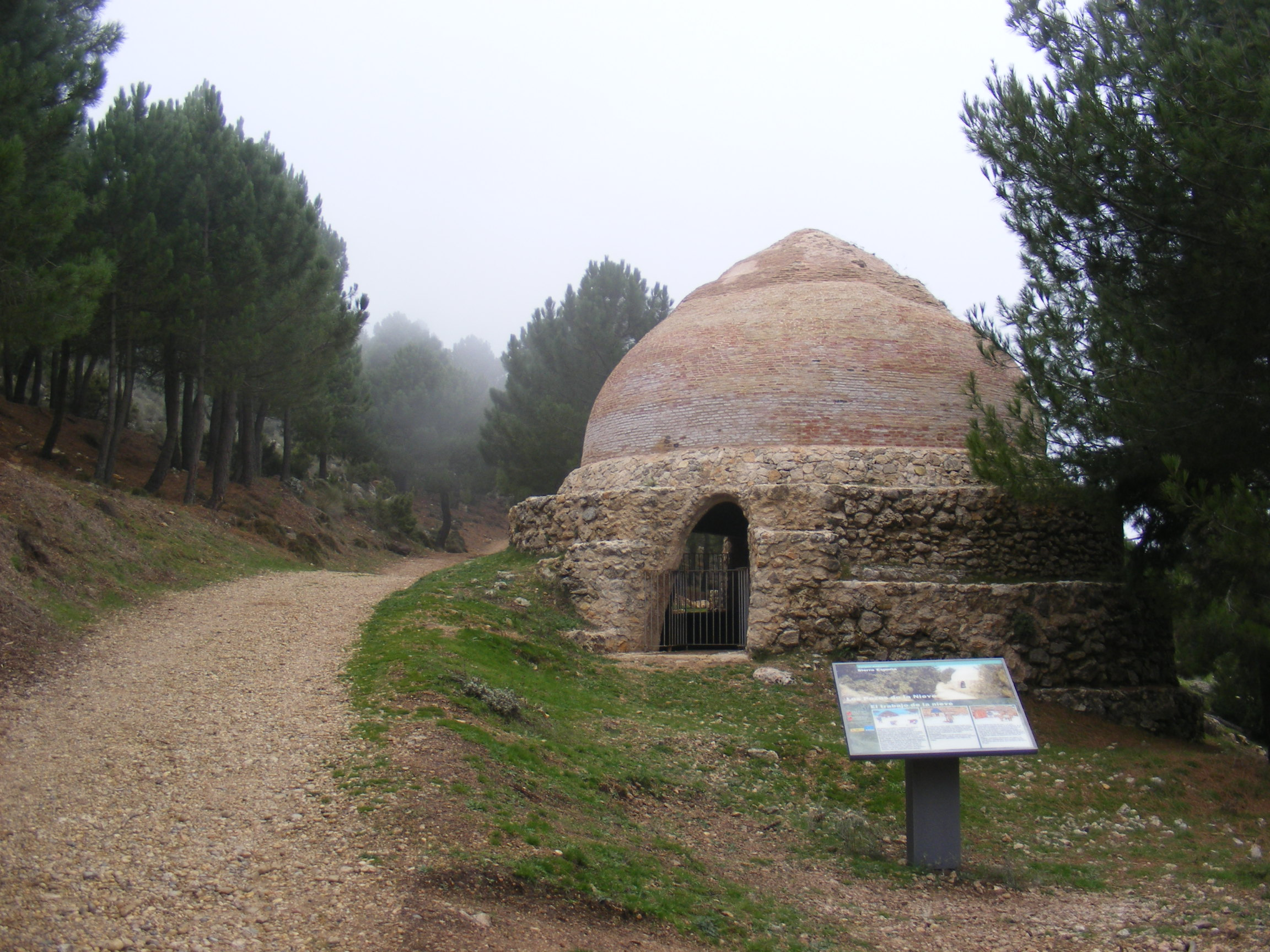
Pozo de la nieve de Cartagena.

### Pozos de la nieve

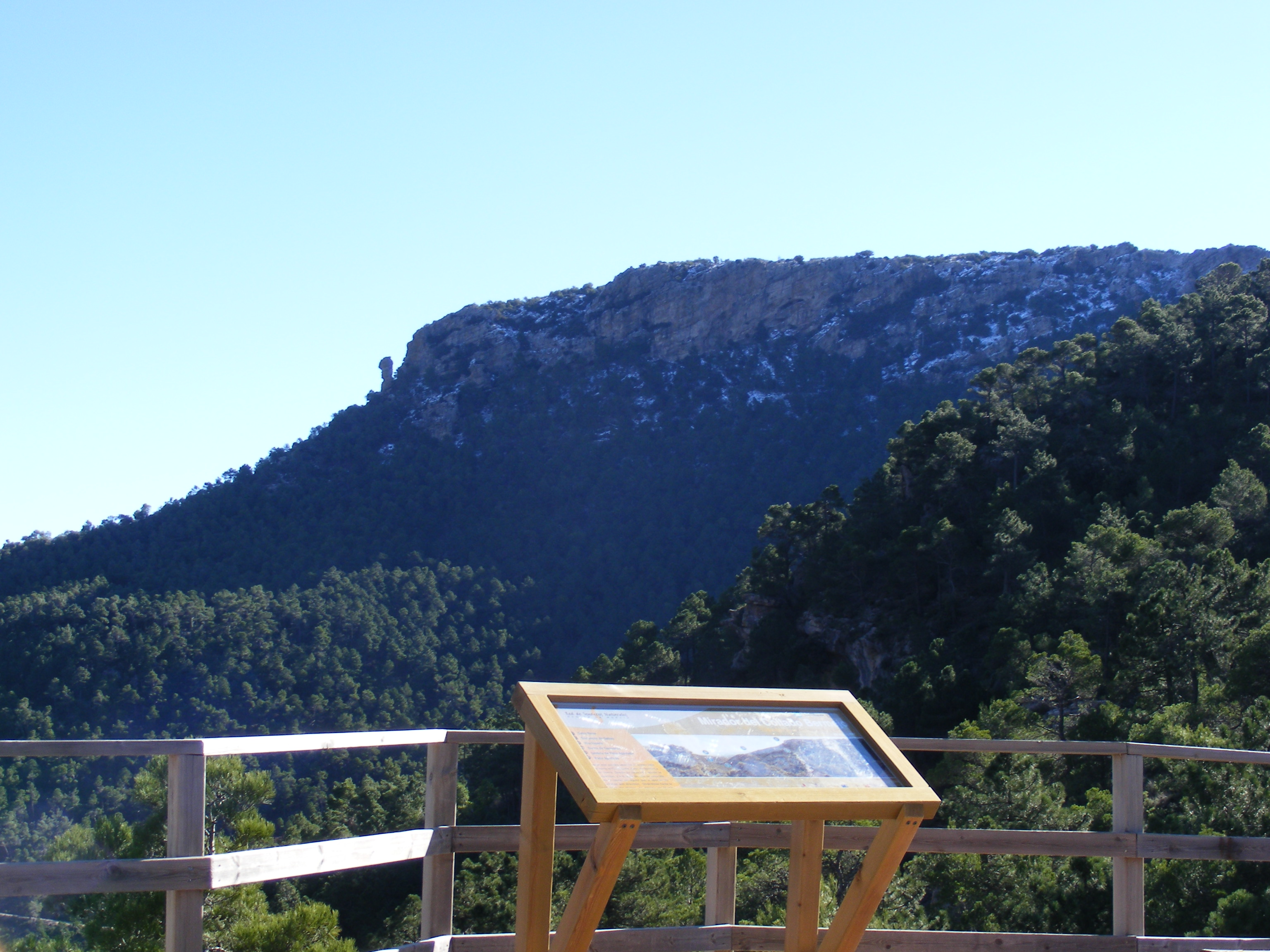
Mirador Collado Bermejo.

A finales del siglo XVI comenzaron a construirse en sierra Espuña los primeros pozos para almacenar nieve y ser distribuida en forma de hielo en hospitales, ciudades y villas del Reino de Murcia. En el espacio de unos ciento veinte años llegaron a construirse casi la totalidad de estas neveras que hoy conocemos (25), que podían almacenar hasta 25 000 toneladas métricas de hielo. Como casi todas las ruinas, estos pozos de nieve despiertan un sentimiento nostálgico en quien los contempla, y apenas si se descubre su identidad y su función, al aparecer algunos diseminados entre la maleza que a veces llega a ocultarlos.

### Mirador del Collado Bermejo
Este mirador ofrece una de las mejores panorámicas de toda la Sierra, ya que se encuentra situado a una altitud de 1201 m, es un paso obligado si se quiere subir al Morron de Espuña y a los Pozos de la Nieve, desde donde pueden verse la Umbría de Peña Apartada, la propia Peña Apartada, el Cerro de la Garita, y por supuesto, el profundo y verde valle del río Espuña; al fondo se pueden ver los Barrancos de Gebas. Al norte, se encuentra el morrón de Espuña, y en el oeste el Barranco de Enmedio, El Purgatorio y el cerro de Pedro López.

### Mirador del Collado Mangueta
Fabulosas vistas de los Pozos de la Nieve, de Murcia a la derecha y de Cartagena a la izquierda, parajes tan bellos como el cerro de Pinos Blancos, los barrancos de Malvariche y la Hoz, dos de los más importante que vierten al río Pliego, además podemos ver las casas de Prado Mayor. Cabe destacar que, en el recorrido del sendero de Pedro López, existen dos pozos de la nieve restaurados; uno incluso es visitable. Desde aquí podemos divisar al norte en días claros, la Sierra del Cambrón y la Peña Rubia.

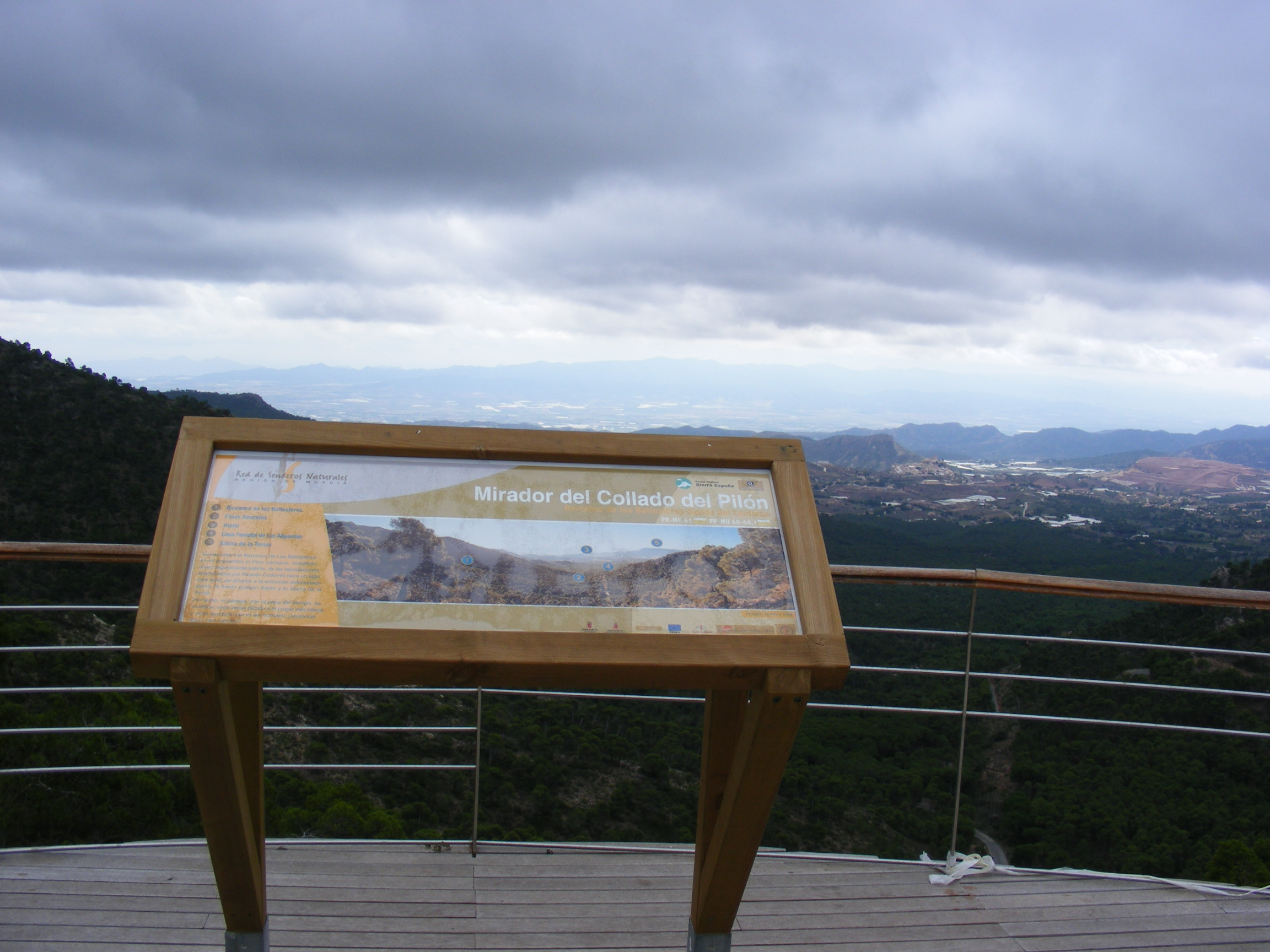
Mirador del Collado Pilón.

### Mirador del Collado Pilón
Este mirador nos da vistas a la parte suroeste de la sierra, se sitúa en la subida de las Alquerías al Collado Bermejo a mitad de camino, a una altitud de 1065 m sobre el nivel del mar. Desde aquí se puede observar el Barranco de Ballesteros, la zona de las Alquerías, la población de Aledo con su majestuosa torre del castillo y al fondo la Sierra de la Tercia. Por la parte norte podemos ver el pico de Pedro López y al oeste el cerro de los Albaricoqueros.

### Umbría de Mula
Se trata de una de las zonas más desconocidas el parque regional. Esta área tiene un gran interés tanto paisajístico como ecológico, en el que se entremezclan paisajes agrícolas de secano y grandes extensiones de pinar, que favorecen una gran actividad de aves rapaces. Se citan numerosos parajes como el Barranco de la Hoz, unos de los más profundos y bellos del parque, La hoya del Alpurchil, las umbrías de la Sepultura y del Bosque, la Piedra de Almirez, Perona y la Rambla de Malvariche, conforman esta bella zona de gran importancia para el equilibrio ecológico de la sierra.

### Barrancos de Gebas

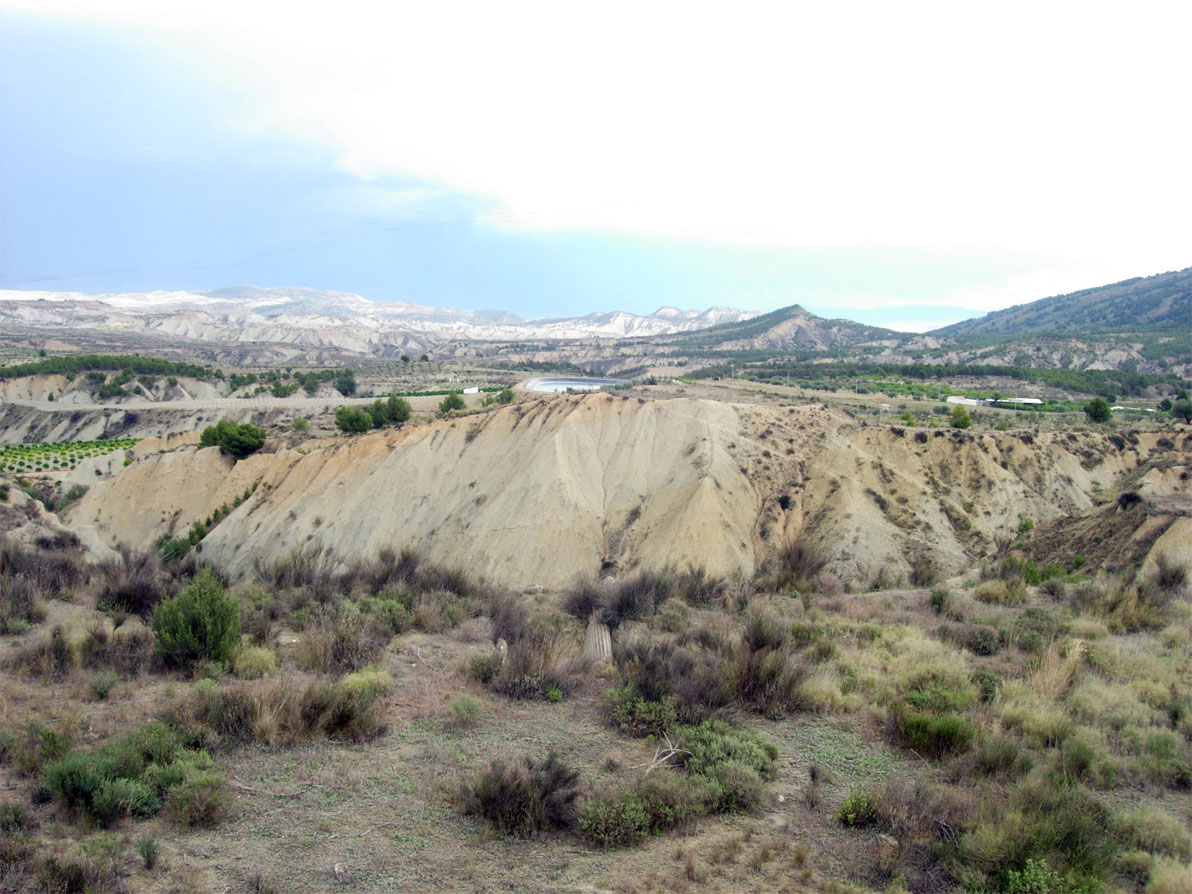
Los barrancos de Gebas.

Los barrancos de Gebas son uno de los paisajes más espectaculares de todos cuantos se dan cita en estas tierras. Forma parte de los espacios naturales protegidos de la Región de Murcia, siendo declarado Paisaje Protegido en 1995.  Se trata de un espacio de tipo desértico, como un paisaje lunar o badlands, que está formado por cárcavas, cañones y barrancos, que le proporcionan una imagen espectacular. Con 1875 hectáreas, se encuentra repartido entre los municipios de Alhama de Murcia y Librilla. Para ver este maravilloso paisaje bajaremos por la parte este de la sierra hasta la localidad de Gebas, donde existe un mirador en el que se puede observar la espectacularidad de la zona.

## Deportes

### Escalada
Sierra Espuña es un referente a nivel regional sobre temas de escalada deportiva. Existen numerosos lugares en los que se puede practicar este deporte. La naturaleza de las rocas brinda la posibilidad de encontrar desde vías sencillas y cortas, hasta vías muy complejas y con una dificultad técnica bastante alta, por esta razón, son aptas para todo tipo de escaladores.
Las zonas más propicias para practicar este deporte son:
En la sierra:
- 'Las Paredes de Leiva'. (Sectores: Alegría, La pecera, Las cuevas, Placa de sol, Portillo, Cucalas, La bóveda, Sur de Leiva y la pared del refugio)
- 'El Berro' (Pared del Lavaor)

En los alrededores:
- 'Alhama' (Pared del castillo)
- 'Totana' (El Purgoso)
- 'Pliego' (Alto de la Muela)
- 'Mula' (Sectores: Pared de la Presa, Ferrari y Perea)

Es necesario conocer la regulación de esta práctica por parte del Parque Regional. En Leyva se puede escalar sin autorización, pero se debe tener seguro y/o estar federado. En el resto de lugares se debe pedir permiso.

### Espeleología
Se centran principalmente en la zona de Pliego, ya que por sus características es aquí donde se originan este tipo de simas de origen kárstico. Existen cuevas y simas a lo largo de todo el Parque Regional, pero no son visitables.
- 'Cueva Santa Bárbara': tiene un recorrido de 107 metros con un desnivel de 15 metros.
- 'Sima del Almez': tiene un recorrido de 150 metros y un desnivel de 25 metros.
- 'Sima de la Higuera': es la cueva más importante del municipio, de 5500 metros de recorrido y con un desnivel de 154 metros siendo la cueva más grande de la Región de Murcia.

Para realizar cualquiera de estas actividades es necesario ponerse en contacto con el Club Pliego Espuña, encargado de regular el acceso.

#### Cazar en la reserva regional

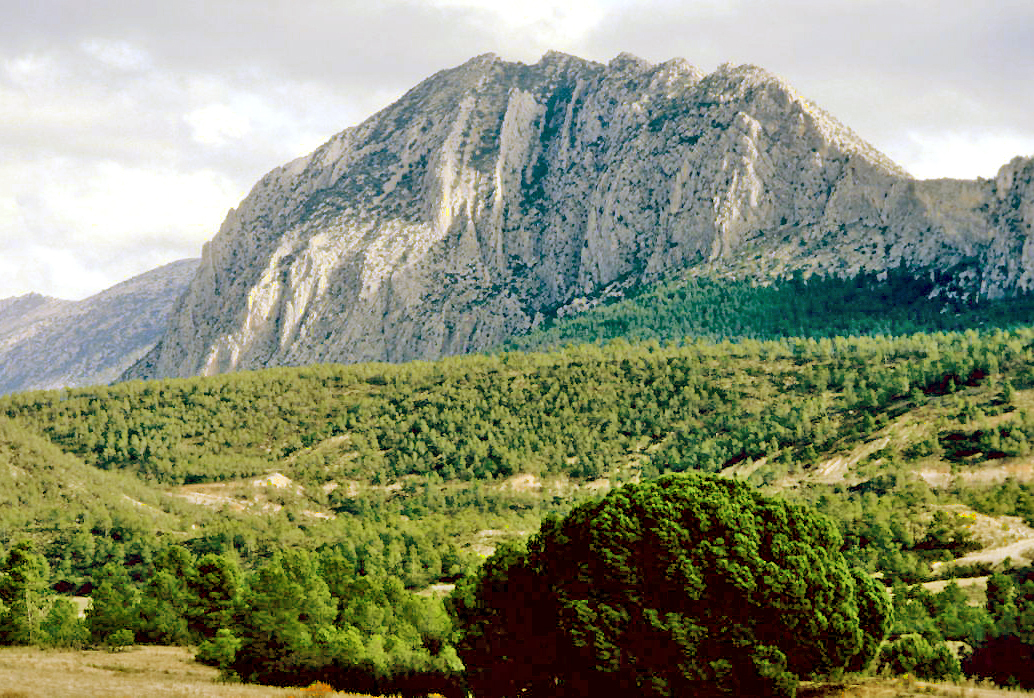
Cara norte de Sierra Espuña

La Reserva Regional de Caza de Sierra Espuña tiene una superficie de 14 183 ha y 76 km de perímetro, encontrándose dentro del parque regional de Sierra Espuña, el Lugar de Importancia Comunitaria y la Z.E.P.A de Sierra Espuña. La caza en la Reserva está dedicada a la caza mayor, especialmente del alóctono arruí y del jabalí.
Para cazar en la Reserva Regional de Caza se debe solicitar la participación en un sorteo anual, que dará como resultado un listado de participantes para las diferentes modalidades.
Deberemos estar en posesión de toda la documentación necesaria para el cumplimiento de la legislación autonómica en materia de caza y, además:
- Rellenar solicitud de caza para la reserva, indicando si el cazador es local, autonómico o nacional.
- Enviar fotocopia del DNI del cazador

El plazo para la presentación de solicitudes es variable cada año, pudiendo presentarlas en cualquiera de las ventanillas únicas disponibles en la Región.